# Antichloris chloroplegia
Antichloris chloroplegia là một loài bướm đêm thuộc phân họ Arctiinae, họ Erebidae.